# Xinchang (köpinghuvudort i Kina, Hubei Sheng, lat 29,89, long 112,43)
Xinchang (kinesiska: 新厂, 新厂镇) är en köpinghuvudort i Kina. Den ligger i provinsen Hubei, i den centrala delen av landet, omkring 190 kilometer sydväst om provinshuvudstaden Wuhan. Antalet invånare är 36 342. Befolkningen består av 18 252 kvinnor och 18 090 män. Barn under 15 år utgör 11,0 %, vuxna 15-64 år 79 %, och äldre över 65 år 8,0 %.
Runt Xinchang är det tätbefolkat, med 459 invånare per kvadratkilometer. Närmaste större samhälle är Xiulin, 19,7 km söder om Xinchang. Trakten runt Xinchang består till största delen av jordbruksmark.
Genomsnittlig årsnederbörd är 1 563 millimeter. Den regnigaste månaden är maj, med i genomsnitt 235 mm nederbörd, och den torraste är december, med 28 mm nederbörd.